# Điện thờ Kibitsu
Điện thờ Kibitsu (吉備津神社) là một điện thờ Thần đạo ở Okayama, tỉnh Okayama, Nhật Bản. Honden-Haiden là Bảo vật quốc gia và là mẫu mực duy nhất của phong cách kiến trúc kibitsu-zukuri, mặc dù Soshidō của Hokekyō-ji hiện được cho là đã được mô phỏng theo đó.